# NGC 5862
NGC 5862 је галаксија у сазвежђу Змај која се налази на NGC листи објеката дубоког неба.
Деклинација објекта је + 55° 34' 28" а ректасцензија 15h 6m 3,2s. Привидна величина (магнитуда) објекта NGC 5862 износи 14,9 а фотографска магнитуда 15,9. NGC 5862 је још познат и под ознакама CGCG 274-15, NPM1G +55.0221, PGC 53900.